# Tibouchina karstenii
Tibouchina karstenii är en tvåhjärtbladig växtart som beskrevs av Célestin Alfred Cogniaux. Tibouchina karstenii ingår i släktet Tibouchina och familjen Melastomataceae. Inga underarter finns listade i Catalogue of Life.